# Anatol Labiedźka
Anatol Uładzimirawicz Labiedźka (biał. Анатоль Уладзіміравіч Лябедзька, ros. Анатолий Владимирович Лебедько, Anatolij Władimirowicz Lebied’ko; ur. 27 czerwca 1961 w Trylesiu) – białoruski polityk, deputowany do Rady Najwyższej Białoruskiej SRR/Rady Najwyższej Republiki Białorusi XII i XIII kadencji, od 2000 roku przewodniczący Zjednoczonej Partii Obywatelskiej.

## Życiorys

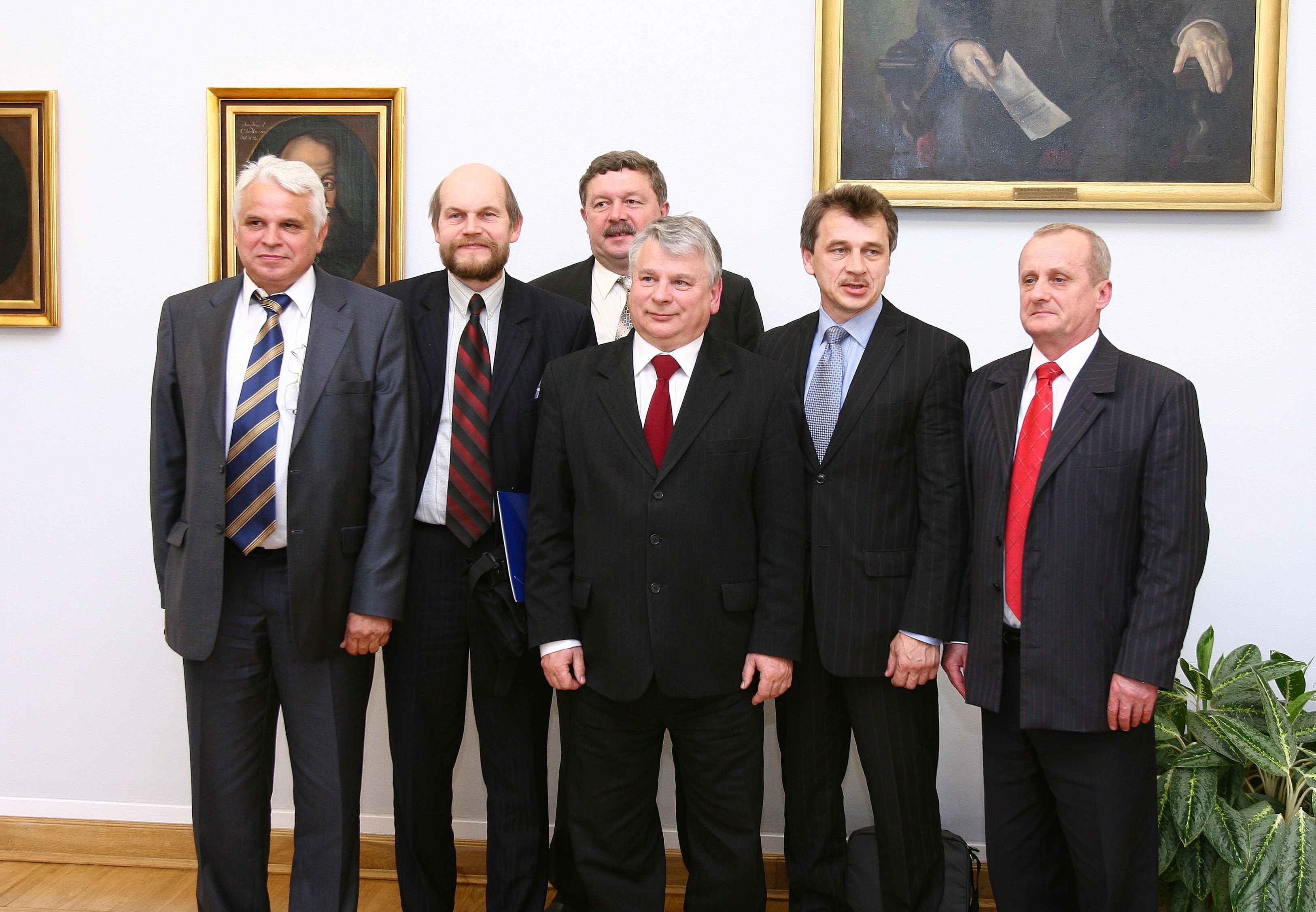
Anatol Labiedźka (drugi z prawej) w Senacie Rzeczypospolitej Polskiej, 28 maja 2008 roku

Urodził się 27 czerwca 1961 roku we wsi Tryleś, w rejonie stołpeckim obwodu mińskiego Białoruskiej SRR, ZSRR. W latach 1979–1980 pracował jako mechanizator kołchozu im. Aleksandra Suworowa w rejonie stołpeckim. W 1980 roku podjął studia na Wydziale Historii i Języka Francuskiego Mińskiego Państwowego Instytutu Pedagogicznego im. Maksyma Gorkiego. Ukończył je w roku 1985, po czym odbył dwuletnią obowiązkową służbę w Armii Radzieckiej. W latach 1987–1990 pełnił funkcję wicedyrektora Oszmiańskiej Szkoły-Internatu w obwodzie grodzieńskim. W 1993 roku ukończył studia na Wydziale Prawa Białoruskiego Uniwersytetu Państwowego.
W latach 1990–1996 był deputowanym Rady Najwyższej Białoruskiej SRR/Rady Najwyższej Republiki Białorusi XII kadencji, gdzie sprawował funkcję zastępcy przewodniczącego Komisji ds. Rodziny i Młodzieży. W 1992 roku założył Białoruskie Stowarzyszenie Młodych Polityków i został wybrany jej prezesem. W 1994 roku był aktywny w sztabie wyborczym kandydata na urząd prezydenta, Alaksandra Łukaszenki. Po jego zwycięstwie nie otrzymał jednak żadnego oficjalnego stanowiska; przez pewien czas pracował jako doradca i przedstawiciel prezydenta w Radzie Najwyższej.
W pierwszej turze wyborów parlamentarnych 14 maja 1995 roku został wybrany na deputowanego do Rady Najwyższej Republiki Białorusi XIII kadencji z Oszmiańskiego okręgu wyborczego nr 116. 9 stycznia 1996 roku został zaprzysiężony na deputowanego. Od 23 stycznia pełnił w Radzie Najwyższej funkcję członka, a potem zastępcy przewodniczącego Stałej Komisji ds. Międzynarodowych. Był bezpartyjny, należał do opozycyjnej wobec prezydenta Alaksandra Łukaszenki frakcji „Działanie Obywatelskie”. 4 marca został członkiem stałej delegacji Rady do Zgromadzenia Parlamentarnego Rady Europy. W 1996 roku przeszedł do opozycji wobec prezydenta Łukaszenki, wstąpił do Zjednoczonej Partii Obywatelskiej (ZPO) i został wybrany jej wiceprzewodniczącym. Był jednym z inicjatorów próby impeachmentu Łukaszenki.
27 listopada 1996 roku, po dokonanej przez prezydenta kontrowersyjnej i częściowo nieuznanej międzynarodowo zmianie konstytucji, nie wszedł w skład utworzonej przez niego Izby Reprezentantów Zgromadzenia Narodowego Republiki Białorusi I kadencji. Po tym, jak opozycja nie uznała wyników zainicjowanego przez prezydenta referendum konstytucyjnego przewidującego likwidację Rady Najwyższej i utworzenie Zgromadzenia Narodowego, kontynuował pracę w Radzie Najwyższej jako przewodniczący Komisji Spraw Zagranicznych, a od 1999 roku wiceprzewodniczący Rady. Również Zgromadzenie Parlamentarne OBWE (ZP OBWE) uznawało nadal Radę Najwyższą za legalny parlament Białorusi. Co najmniej do września 2000 roku Anatol Labiedźka wraz z trzema innymi deputowanymi Rady: Siamionem Szareckim, Wiktarem Chomiczem i Uładzimirem Nisciukiem – posiadał status członka ZP OBWE i uznawany był przez ten organ za część stałej delegacji Białorusi. Budziło to niezadowolenie i protesty m.in. ze strony przedstawicieli władz Rosji, jednak status Labiedźki został dwukrotnie potwierdzony przez ZP OBWE – w styczniu 1997 i lipcu 1998 roku. Zgodnie z Konstytucją Białorusi z 1994 roku jego mandat deputowanego do Rady Najwyższej zakończył się 9 stycznia 2001 roku; kolejne wybory do tego organu jednak nigdy się nie odbyły.
W 1997 roku został przewodniczącym Białoruskiego Stowarzyszenia Euroatlantyckiego. 15 kwietnia 2000 roku, na pierwszej sesji V zjazdu ZPO został wybrany przewodniczącym partii, na miejsce odchodzącego prof. Stanisłaua Bahdankiewicza, który z kolei został przewodniczącym honorowym.
W kwietniu 2005 roku brał udział w procedurze wyboru wspólnego kandydata białoruskiej opozycji demokratycznej w wyborach prezydenckich w 2006 roku (kandydatem został wówczas wybrany Alaksandr Milinkiewicz). 12 października Anatol Labiedźka został wybrany przez Radę Polityczną Sił Demokratycznych na stanowisko przewodniczącego Komitetu Narodowego, zwanego początkowo gabinetem cieni. Od maja 2007 roku pełni funkcję współprzewodniczącego Rady Politycznej Zjednoczonych Sił Demokratycznych, odpowiadając za opracowanie podstawowych dokumentów strategicznych organizacji. 21 marca 2010 roku, na XIII zjeździe ZPO, po raz kolejny wybrany został przewodniczącym partii, otrzymując 89 ze 109 głosów delegatów (nie było kontrkandydata).

### Represje po wyborach prezydenckich w 2010 roku
W grudniu 2010 roku, w ramach aresztowań działaczy opozycji po wyborach prezydenckich, Anatol Labiedźka został zaatakowany w swoim mieszkaniu przez pracowników struktur siłowych, którzy wyłamali drzwi mieszkania, wyciągnęli go siłą i umieścili w areszcie śledczym białoruskiego KGB. W proteście przeciwko zatrzymaniu rozpoczął głodówkę. Starania o jego uwolnienie czynił m.in. były kandydat na prezydenta z ramienia ZPO, Jarosław Romańczuk. Labiedźka został uwolniony w kwietniu 2011 roku.
Był kandydatem na prezydenta Białorusi w 2015, lecz wycofał się z udziału w wyborach, ponieważ nie uzyskał wystarczającej liczby podpisów niezbędnych aby móc kandydować.
Obecnie Labiedźka pełni funkcję komisarza ds. reformy konstytucyjnej i współpracy parlamentarnej w sztabie doradczym Swiatłany Cichanouskiej.

## Życie prywatne
Anatol Labiedźka jest żonaty, ma syna. Przeprowadził się do Mińska w okresie swej działalności parlamentarnej w Radzie Najwyższej XII kadencji i mieszka w rejonie centralnym Mińska. W wolnym czasie zajmuje się piłką nożną.

## Odznaczenia
- Medal 100-lecia Białoruskiej Republiki Ludowej – 2019[14]

## Nagrody
- Dyplom Białoruskiego Stowarzyszenia Dziennikarzy „Za ustanowienie wolności słowa na Białorusi”[1]